# Különc Kommandó (televíziós sorozat)
A Creature Commandos (korábbi magyar cím: Különc Kommandó, eredeti cím: Creature Commandos) 2024-ben bemutatott amerikai 2D-s számítógépes animációs akciósorozat, amelyet James Gunn alkotott és írt, DC Comics azonos nevű csapata alapján. A DC-univerzum első sorozat, egyben az első alkotása is.
Amerikában és Magyarországon 2024. december 5-én a Max mutatta be.

## Ismertető
Az Öngyilkos Osztag  után Amanda Waller összeállítja a szörnyekből álló, Rick Flag tábornok által vezetett titkos osztagot, a Különc Kommandót.

## Szereplők

### Főszereplők
| Szereplő          | Eredeti hang  | Magyar hang      | Leírás |
| ----------------- | ------------- | ---------------- | --- |
| A Mátka           | Indira Varma  | Spilák Klára     | A Különc Kommandó tagja. |
| G.I. Robot        | Sean Gunn     | Dér Zsolt        | A Különc Kommandó tagja, egy katonai android, akinek az a feladata, hogy nácikat öljön.                                            |
| Menyét            | Sean Gunn     | Dér Zsolt        | A Különc Kommandó és az Öngyilkos Osztag tagja.                                                                                    |
| Doktor Foszfor    | Alan Tudyk    | Welker Gábor     | A Különc Kommandó tagja, aki állandóan radioaktív.                                                                                 |
| Will Magnus       | Alan Tudyk    | Hám Bertalan     | Robotikára szakosodott tudós, aki a G.I. Robotot tanulmányozta az 1960-as években.                                                 |
| Agyagpofa         | Alan Tudyk    | Faragó András    | Alakváltó bűnöző, akinek a teste agyagból van.                                                                                     |
| Nina Mazursky     | Zoë Chao      | Juhász Réka      | A Különc Kommandó tagja, kétéltű tudós.                                                                                            |
| Eric Frankenstein | David Harbour | Schneider Zoltán | A Mátka feltételezett szerelme, aki évszázadokkal korábban féltékeny dühében megölte a teremtőjüket és a Mátka szerelmét, Victort. |
| Id. Rick Flag     | Frank Grillo  | Varga Rókus      | Tábornok és a Különc Kommandó vezetője.                                                                                            |

### Mellékszereplők
| Szereplő                | Eredeti hang         | Magyar hang         | Leírás |
| ----------------------- | -------------------- | ------------------- | --- |
| Ilana Rostovic hercegnő | Maria Bakalova       |                     | Pokolisztán trónjának örököse.                                                                                       |
| Kirké                   | Anya Chalotra        | Sipos Eszter Anna   | Szélhámos amazon varázslónő, aki hazája, Themyscira uralkodója akar lenni.                                           |
| Amanda Waller           | Viola Davis          | Kocsis Mariann      | Az A.R.G.U.S. vezetője, aki összeállítja a Különc Kommandót.                                                         |
| Alexi                   | Julian Kostov        | Stern Dániel        | Ametiszt lovag, aki Rostovicot szolgálja                                                                             |
| Aisla MacPherson        | Stephanie Beatriz    | Solecki Janka       | Professzor, aki Themyscira tanulmányozására szakosodott. Később kiderül, hogy megölték, és helyére Agyagpofa lépett. |
| Victor Frankenstein     | Peter Serafinowicz   | Czvetkó Sándor      | 19. századi tudós, Eric és a Mátka megalkotója, és az utóbbi szerelme, akit Eric féltékenységből megölt.             |
| Edward Mazursky         | Gregg Henry          | Czvetkó Sándor      | Tudós Star City-ben, Nina édesapja.                                                                                  |
| Sam Fitzgibbon          | Michael Rooker       | Elek Ferenc         | Régiséggyűjtő és egy neonáci csoport tagja, akit barátságuk ellenére G.I. megölt az 1990-es években.                 |
| Frank Rock őrmester     | Maury Sterling       | Juhász Zoltán       | Az Easy Company vezetője a II. világháborúban                                                                        |
| Elizabeth Bates         | Linda Cardellini     | Csuha Borbála       | Menyét ügyvédje. |
| Madam Gyurov            | Sohre Ágdáslu        | Timkó Eszter        | A pokolisztáni bordélyház madámja.                                                                                   |
| Rupert Thorne           | Benjamin Byron Davis | Petridisz Hrisztosz | Gotham City maffiafőnöke, aki felelős Doktor Foszfor átalakulásáért.                                                 |
| Cápakirály              | Diedrich Bader       | Faragó András       | Cápa-ember hibrid, a Belle Reve börtön fogvatartottja, valamint az Öngyilkos Osztag és a Különc Kommandó tagja.      |

### Magyar változat
- Főcím: Orosz Gergely
- Magyar szöveg: Lai Gábor
- Hangmérnök: Gajda Mátyás
- Vágó: Kránitz Bence
- Gyártásvezető: Derzsi-Kovács Éva
- Szinkronrendező: Dezsőffy Rajz Katalin
- Produkciós vezető: Németh Napsugár

A szinkront az Iyuno Hungary készítette.

## Epizódok
| Sor. | Év. | Cím                                         | Rendező     | Író        | Premier                         |
| --- | --- | ------------------------------------------- | ----------- | ---------- | ------------------------------- |
| 1. | 1.  | A hidegzuhany (The Collywobbles)            | Matt Peters | James Gunn | 2024. december 5.               |
| 2023-ban Pokolisztán nemzetét megtámadja Kirké varázslónő és követői. Válaszul az A.R.G.U.S. igazgatója, Amanda Waller megbízza idősebb Rick Flag tábornokot, hogy lépjen be Pokolisztánba, és segítsen az örökösnőjüknek, Ilana Rostovic hercegnőnek megállítani Kirkét. Mivel a kongresszus két évvel korábban leállította az Öngyilkos Osztag programját, mivel az emberi életeket veszélyeztetett, a Belle Reve fegyház nem emberi rabjaiból toboroz egy csapatot; a Mátka, Doktor Foszforusz, G.I. Robot, Menyét és Nina Mazursky. Miután találkoznak Rostoviccsal, Flag és a csapat letelepedik a kastélyában, melynek során a hercegnő le akar feküdni Flaggel. Aznap este Foszforusz beoson Flag szobájába, hogy ellopja a távirányítású detonátorát, amely lehetővé teszi Flag számára, hogy elektromos sokkot mérjen a többiekre, ha azok nem engedelmeskednek a parancsnak. Flag és Foszforusz összetűzésbe keveredik, amit az előbbi nyer meg. Eközben a Mátka, akit Nina követ, kioson a kastélyból, és a szülőhelyére, egy elhagyatott kastélyba megy. Egy közelben lakó öregasszony értesíti Eric Frankensteint a Mátka megjelenéséről. |     |                                             |             |            |                                 |
| 2. | 2.  | A nyakék nyomában (The Tourmaline Necklace) | Sam Liu     | James Gunn | 2024. december 5.               |
| 1831-ben Eric arra kéri teremtőjét, Dr. Victor Frankensteint, hogy női tetemekből készítsen neki menyasszonyt. Miután ez sikeresen megtörtént, Victor megtanítja a menyasszonyt beszélni és normálisan működni, Eric megdöbbenésére. A férfi közeledése ellenére a menyasszony továbbra is fél Eric jelenlététől, aki emiatt elmenekül. Valamivel később Victor egy turmalin nyaklánccal ajándékozza meg a Mátkát. Ők ketten egymásba szeretnek és szexelnek, aminek Eric szemtanúja lesz. Eric ezt követően meggyilkolja Victort, aminek hatására a Mátka kirohan. Az ezt követő harcban Victor kastélya leég, a Mátka pedig elmenekül. Az azóta eltelt évszázadok alatt Eric az egész világon üldözi a Mátkát, annak ellenére, hogy az minden egyes találkozáskor visszautasítja őt. A jelenben Rostovic ellátja Flag sebeit, majd ismét elcsábítja őt, ami a szexhez vezet. Eközben a Mátka és Nina Victor kúriájában keresik a nyakláncot. Kirké azonban megtámadja őket, akit követői figyelmeztettek a jelenlétükre. A Mátka és Kirké összecsapnak, bár végül az utóbbi győz. Nina segítségért fordul Flaghez, de az egyik fiú szétlövi a sisakját, ami eltörik, és nem kap levegőt. A fiúk ezután elfogják Ninát és a Mátkát.                                                                      |     |                                             |             |            |                                 |
| 3. | 3.  | Éljen a Bádogember (Cheers to the Tin Man)  | Matt Peters | James Gunn | 2024. december 12.              |
| A múltban G.I. Robot csatlakozik az Easy alakulathoz, amely a második világháború idején harcol. Az 1960-as években az Amerikai Egyesült Államok kormánya a leszerelt G.I.-t tanulmányozásra átadja Will Magnus tudósnak. Az 1990-es években G.I.-t egy régiségboltban találja meg Sam Fitzgibbon gyűjtő, aki otthonába viszi az egykori robotot. Végül G.I. megtudja, hogy Sam egy neonáci csoport tagja, és végrehajtja az utasítását: meg kell ölnie minden nácit és szövetségesüket. Miután más neonácik mellett Samet is megöli, G.I.-t letartóztatják és Belle Reve-ben letöltendő börtönbüntetésre ítélik. A jelenben a csapat megérkezik Victor kastélyához, és megmenti Ninát és a Mátkát, de Flag rájön, hogy ez csak csel volt, hogy Kirké és a fiúk megtámadják Rostovic kastélyát. A csapat visszatérve ostrom alatt találja a kastélyt, de G.I. segítségével gyorsan elintézik a fiúkat. Kirké elpusztítja G.I.-t és majdnem megöli Rostovicot, mielőtt Menyét és Foszforusz megállítja. A legyőzött Kirké azt kiabálja, hogy a csapat a világ végzetét okozta azzal, hogy megállította őt. |     |                                             |             |            |                                 |
| 4. | 4.  | Mókus vadászat (Chasing Squirrels)          | Sam Liu     | James Gunn | 2024. december 19.              |
| A múltban Menyét nyolc iskolás gyerekkel találkozik és összebarátkozik. Egy öregember megpróbálja megölni őt, mert azt hiszi, hogy veszélyt jelent rájuk. Az ezt követő konfliktusban a férfi robbanást okoz, amely megöli őt és a legtöbb gyereket. Menyét megpróbálja megmenteni az utolsó gyereket, de letartóztatják és gyanúba keveredik, miközben a gyerek meghal. A jelenben a csapat visszatér Belle Reve-be, ahol Flag, Waller és John Economos A.R.G.U.S. ügynök kihallgatják Kirkét, aki Wallernek egy apokaliptikus jövőképet mutat egy apokaliptikus jövőről, ahol Rostovic és hadserege megdönti a különböző nemzetek hatalmát. Waller utasítja Flaget, hogy térjen vissza a csapattal Pokolisztánba, hogy megöljék Rostovicot. Amikor a férfi megtagadja, Waller a Mátkára bízza a csapat vezetését Flag helyett. Flag hazatér, ahol Eric rajtaüt, aki titokban követte és azt hitte, hogy a Mátka szerelmes belé. Flag tisztázza a félreértést, és a páros megegyezik, hogy együtt dolgoznak, hogy megakadályozzák Rostovic megölését, és újra összehozzák Ericet a Mátkával. |     |                                             |             |            |                                 |
| 5. | 5.  | Álcaharc (The Iron Pot)                     | Matt Peters | James Gunn | 2024. december 26.              |
| 1831-ben, a Victor kúriájában történt incidenst követően Ericre Bogdana, egy öreg gyógyító nő talál rá, aki ápolja, hogy újra egészséges legyen. Miután teljesen felépült, Eric elindul, hogy megtalálja a Mátkát, annak ellenére, hogy Bogdana megpróbálja meggyőzni arról, hogy a nő nem szereti őt. Ennek eredményeképpen Eric megöli Bogdanát, hogy ne kelljen egyedül élnie. A jelenben Eric és Flag MacPherson házában nyomoznak, és megtalálják a nő holttestét, aminek következtében rájönnek, hogy az a MacPherson, aki Wallerrel beszélt, egy szélhámos volt. Flag felhívja Rostovicot, és figyelmezteti, hogy az M munkacsoport visszatér, hogy meggyilkolja őt, mielőtt az ál-MacPherson hazatérne, és kiderülne, hogy ő Agyagpofa. Flag és Eric megpróbálnak kiosonni, de Agyagpofa elkapja őket. Az ezt követő csatában Eric elektromos drótok segítségével legyőzi Agyagpofát, bár Flag súlyosan megsérül. Mielőtt elájulna, Flag meggyőzi Ericet, hogy mondja el az igazat a Mátkána. Eközben az M munkacsoportot Rostovic Ametiszt lovagjai kísérik, de kénytelenek harcolni velük, miután parancsot kapnak a csoport feltartóztatására. |     |                                             |             |            |                                 |
| 6. | 6.  | Csontváz fenegyerek (Priyatel Skelet)       | Sam Liu     | James Gunn | 2025. január 2. 2025. január 2. |
| A múltban Alexander Sartorius atomtudós beleegyezik, hogy Rupert Thorne maffiafőnökkel együtt dolgozzon a rák ellenszerének kifejlesztésén a nukleáris fúzió segítségével. Alex azonban rájön a férfi valódi szándékaira, és elárulja őt. Amikor Thorne erre rájön, megöleti Alex családját, ráfogja a bűntettét, és megpróbálja megölni Alexet a nukleáris berendezésével. Ehelyett Alex radioaktív metaemberré válik. A "Doktor Foszfor" nevet felvéve megöli Thorne-t és átveszi a bűnbirodalom irányítását, amíg Batman el nem kapja és Belle Reve-be nem viszi. A jelenben Eric kórházba küldi Flaget, és eltérít egy magánrepülőt, hogy eljusson Pokolisztánba. Ezzel párhuzamosan Foszfor találkozik egy Pokolisztáni gyerekkel, aki a fiára emlékezteti, míg a Mátka és Nina egy bordélyházban talál menedéket. Menyét egy erdőbe menekül, ahol összebarátkozik egy farkasfalkával, mielőtt elhagyja őket, hogy megtalálja Rostovicot. Miközben Rostovic összegyűjti az erőit, az M munkacsoport újra összeáll a kastélya előtt. |     |                                             |             |            |                                 |
| 7. | 7.  | Mega-mókás monstrum (A Very Funny Monster)  | Matt Peters | James Gunn | 2025. január 9. 2025. január 9. |
| A múltban Nina születéskor a tüdeje a testén kívül helyezkedett el. Apja, Edward, készített egy eszközt, amely segített neki lélegezni, majd kísérletezni kezdett rajta, aminek eredményeként Nina egy halmutánssá változott. Évekig otthon tanította, de hogy segítsen neki szocializálódni, beíratta egy magániskolába. Azonban az osztálytársai zaklatták és bántották, ezért Nina megszökött, és Star City csatornáiban élt, amíg a rendőrség el nem fogta. Edward megpróbált közbeavatkozni, de megölték. A jelenben Eric megtalálja a Különc Kommandót, de a Mátka rálő, és otthagyja meghalni. Amikor megtalálják Rostovicot, Ninát bízzák meg azzal, hogy ölje meg őt, de Menyét figyelmezteti Rostovicot, aki megöli Ninát. A csapat többi tagját majdnem elfogják, de Waller kapcsolatba lép velük, miután tudomást szerzett Agyagpofa cseléről. A Mátka titokban szembeszáll Rostoviccsal, felfedve, hogy rájött, miként használta Agyagpofát, hogy megtévessze Wallert és Flaget, majd megöli a hercegnőt, megbosszulva ezzel Ninát is. A Mátka, Foszfor, Nosferata, Khalis, Weasel, egy újjáépített G.I., és Cápakirály megalakítják a Különc Kommandó új iterációját. A stáblista után Eric felépül sérüléseiből, és menedéket talál egy idős asszonynál, aki Victor kastélya közelében él. |     |                                             |             |            |                                 |

## A sorozat készítése
James Gunnt 2018 októberében szerződtették a The Suicide Squad – Az öngyilkos osztag írására és rendezésére, amely a DC-moziuniverzum Suicide Squad – Öngyilkos osztag című film önálló folytatása. Peter Safran producerrel dolgozott együtt. Később az Öngyilkos osztagot kibővítették egy spin-off tévésorozattal, a Peacemaker – Békeharcossal. 2022 áprilisában a Discovery, Inc. és a Warner Bros. anyavállalata, a WarnerMedia egyesült Warner Bros. Discovery néven, amelyet David Zaslav elnök-vezérigazgató vezetett. 2022. október végén Gunnt és Safrant jelentették be az újonnan alakult DC Studios társelnökeként és társ-vezérigazgatójaként. Egy héttel az új szerepkörük megkezdése után a páros egy nyolc-tíz éves terv kidolgozásába kezdett egy új DC-univerzumban, amely a DCEU "soft-rebootja" lenne.
Gunn a Peacemaker sikere után tárgyalt egy animációs sorozat készítéséről. Mivel a Max egy újabb sorozatot kért tőle, de tudta, hogy elköteleződni egy sorozat mellett "nagy dolog", Gunn nem volt biztos a dolgában, ezért elkezdett eljátszadozni az ötletekkel.[2] A hét epizódból álló sorozatot szerződés nélkül írta, ami a DC Comics szörnyekből álló Különc Kommandó csapatán alapul. Miután felvették a DC Studios élére, Gunn zöld utat adott a projektnek. 2023. január 31-én Gunn és Safran bemutatták az első projekteket a DCU-sorozatukból, amely az Első fejezet: Istenek és szörnyek című résszel kezdődik.